# Польський театр у Києві
Польський театр у Києві — центр національного та патріотичного виховання 40-тисячної київської польської громади початку XX століття.

## Історія

### Становлення польського театру
Перші спроби створити польський стаціонарний театр у Києві датуються 1905, коли в Російській імперії значно змінилася політична кон'юнктура та з'явилися гарантовані громадянські права. «Польський стаціонарний театр у Києві» розпочав роботу 1906.
1906—1907 — театр очолювала Констанція Лодзинська, 1907—1909 — керівником був Антоній Семашко. Театр існував за фінансової підтримки Польського товариства шанувальників мистецтва та складався з акторів-аматорів.
Із 1909 до трупи почали долучатися професійні актори, переважно із польських провінційних театральних труп. За художнього керівництва О.Станевського 1910—11, а із 1912 — Франтишека Рихловського театр досягнув свого розквіту. До вистав залучалися видатні польські актори — К.Каменський, С.Висоцька, А.Зельверович. 1916 до трупи увійшли актори Стефан Ярач, Юліуш Остерва, Б.Болеславський, сценограф В.Драбик. Репертуар, поряд зі всесвітньою класикою (Арістофан, В.Шекспір), складався також із творів польських драматургів — Ю.Словацького, А. Фредра, Л.Ридля, С.Виспянського, С.Пшибишевського та ін.
Із 1915 в Києві почали з'являтися й інші польські трупи — «Театр мініатюр» (1915), «Польський фарс» (1916), «Фіглі» (1916) та найбільш значна з них — Театр «Студія» Станіслави Висоцької (1916). В театрі «Студія» грав та виконував обов'язки літературного керівника Ярослав Івашкевич, згодом відомий польський письменник, а на той час — студент Університету св. Володимира. Костюмером і декоратором театру був Гжегож Станіславський, чоловік Станіслави Висоцької, за основним фахом лікар-хірург, брат художника Яна Станіславського.
1917 виник «Театр новин», а 1918 після розпаду театру Франтишека Рихловського — «Новий Польський театр», яким керував Юліуш Остерва.
1921 було засновано 1-й Державний робітничий польський театр під керівництвом З.Вільчковського.
Із метою залучити до комуністичного виховання та соціалістичного будівництва широкі маси етнічних поляків, які історично мешкали на українських територіях, 1925 ЦК РКП(б) звернувся до КП(б)У із пропозицією створити в Києві польський професійний театр.
1926 було засновано Польську драматичну студію, що об'єднувала 25 слухачів — акторів-аматорів із середовища робітничої молоді — членів Польського клубу. Нове творче об'єднання перебувало під наглядом Центрального польського бюро освіти, створеного при наркоматі освіти УСРР.
У студії, окрім спеціальних предметів — сценічного мистецтва, пластики, руху, музики, художнього читання, викладали польську мову і літературу, історію. Згодом на спеціалізованих курсах при студії розпочали підготовку керівників драматичних гуртків для польських культурно-освітніх установ не тільки УСРР, але й Білоруської СРР і РСФРР. Силами студійців було підготовлено 25 п'єс та окремих театральних номерів.
1929—30 головним режисером студії був Вітольд Вандурський, відомий польський режисер-новатор, поет і драматург. За його ініціативою 1929 студію було переформовано в Польську театральну майстерню (Польпрат).
Цей період в історії театру пов'язаний із пошуками нових способів сценічного вираження, зверненням до сучасної польської драматургії (Б.Ясенський, В.Броневський, С.Станде) та національних культурних традицій (Ю.Словацький).
Ця діяльність В.Вандурського й театральної трупи зазнала нищівної критики з боку українських партійних чиновників і культурних діячів, радянської преси. Режисер був звинувачений у польському «націонал-більшовизмі» (у тому числі особисто наркомом освіти УРСР М.Скрипником) і відсторонений від керівництва театром.
У країні набирала обертів антипольська кампанія — розгромлено Київський польський інститут соціального виховання, Інститут польської пролетарської культури при ВУАН, однак Польська театральна майстерня вціліла.
1930 трупа отримала назву 1-й Державний польський театр (із 1933 — Всеукраїнський польський театр, із 1935 — Державний польський театр УСРР/УРСР). На 1931 у складі трупи було 35 осіб, а кількість зіграних вистав становила 80. Із 1931 розпочав діяльність польський відділ Київського музично-драматичного інституту ім. М.Лисенка, що готував необхідні кадри. На 1933 штат театру збільшився до 144 осіб, а кількість вистав — до 160 на рік.

### Державний польський театр
Після звільнення В.Вандурського художнім керівником і режисером був призначений Гнат Юра. Офіційне відкриття театру відбулося 3 березня 1931 виставою «Гута» білоруського драматурга Г.Кобеця (у приміщенні Музкомедії, Червоноармійська, 51а).
Вистави, поставлені у цей час, мали яскраво виражений пропагандистський характер, були ідеологічно вивірені, відповідали запитам «пролетарської культури». Для постановки обиралися п'єси непольських авторів, що було реакцією на попередні звинувачення в польському націоналізмі. Спектаклі відбувалися в різних приміщеннях, але згодом театр розмістився за адресою: вул. Свердлова, 19 (нині це вул. Прорізна, 19, приміщення Молодого театру). Щорічно театр гастролював по містах і селах України й Білорусі, у тому числі в регіонах компактного проживання польського населення, а також у Москві та Ленінграді (нині м. Санкт-Петербург).
Восени 1931 до театру на посаду художнього керівника було запрошено професійного режисера О.Скибневського, який також, як В.Вандурський, був прибічником нових тенденцій у сучасному театрі. Він значно змінив ситуацію, створивши колектив однодумців із кращої частини трупи. О.Скібневський, розуміючи Польський театр як осередок національної культури, звернувся до польської літератури та історії. Окрім п'єс класиків польської літератури, напр., «Мазепа» Ю.Словацького, «Помста» А. Фредра, «Небоская комедія» З.Красінського, до репертуару залучалися твори сучасних польських авторів — «Жечь громадська» Б.Ясенського та «Рабан» В.Вандурського.
Однак художня лінія О.Скібневського, спрямована на втілення в життя нових художніх форм та пропаганду польської культури, викликала роздратування радянської тоталітарної системи. 3 липня 1933 О.Скібневський був заарештований органами Київського відділу ДПУ УСРР та разом з іншими представниками польської інтелігенції, серед яких були і працівники театру (Я.Думницький, В.Горобієвська-Василевська, О.Горобієвський, Р.Ромуальдов-Остерчин та ін.), звинувачений у приналежності до польської контрреволюційно організації — «Польської організації військової».
Після арешту О.Скібневського та інших працівників театру всілякі творчі експерименти було припинено. П'єси польських авторів поступово зникали з репертуару театру. Більшість п'єс, поставлених силами колективу, належали до випробуваної часом класики (Ж.-Б.Мольєр, В.Шекспір, Ф.Шіллер, О.Островський та ін.) та «творів пролетарської культури» (В.Катаєв, Ю.Яновський, Б.Ромашов та ін.). Після «справи О.Скібневського» польська мова в театрі почала втрачати свої позиції на користь російської. Польський елемент вичавлювався з театру.
Наприкінці 1934 з посади директора театру звільнено В.Бальцеріка, у вересні 1935 заарештовано органами НКВС УСРР директора театру І.Ліпінського, ще раніше — двох провідних акторів трупи — А.Станкевича та В.Клюса, а 1937 — завліта театру, відомого літературознавця Ф.Якубовського, акторів Є.Захарчука, В.Завадського, К.Олеарського, Г.Мудру, В.Гржибовську, В.Германовича, М.Лівшиць, Й.Весеніна-Іржикевича, 1938 — Б.Дробинського, К.Шалобріта, М.Толстого. Більшість із них проходили у справі «Польської організації військової» та були засуджені до смерті.
На ключові посади театру — директора, заступника директора, художнього керівника і головного режисера — практично кожного року призначалися нові особи. 3 квітня 1937 наказом Комітету у справах мистецтв при РНК СРСР театр була ліквідовано, а навесні 1938 він припинив своє існування.